# Alfanus von Salerno
Alfanus (auch: Alphanus; deutsch Alfan) von Salerno (* um 1015; † 9. Oktober 1085) war ein Dichter, Übersetzer medizinischer Schriften, Benediktiner in Montecassino und Salerno und von 1058 bis zu seinem Tod Erzbischof von Salerno.

## Biografie

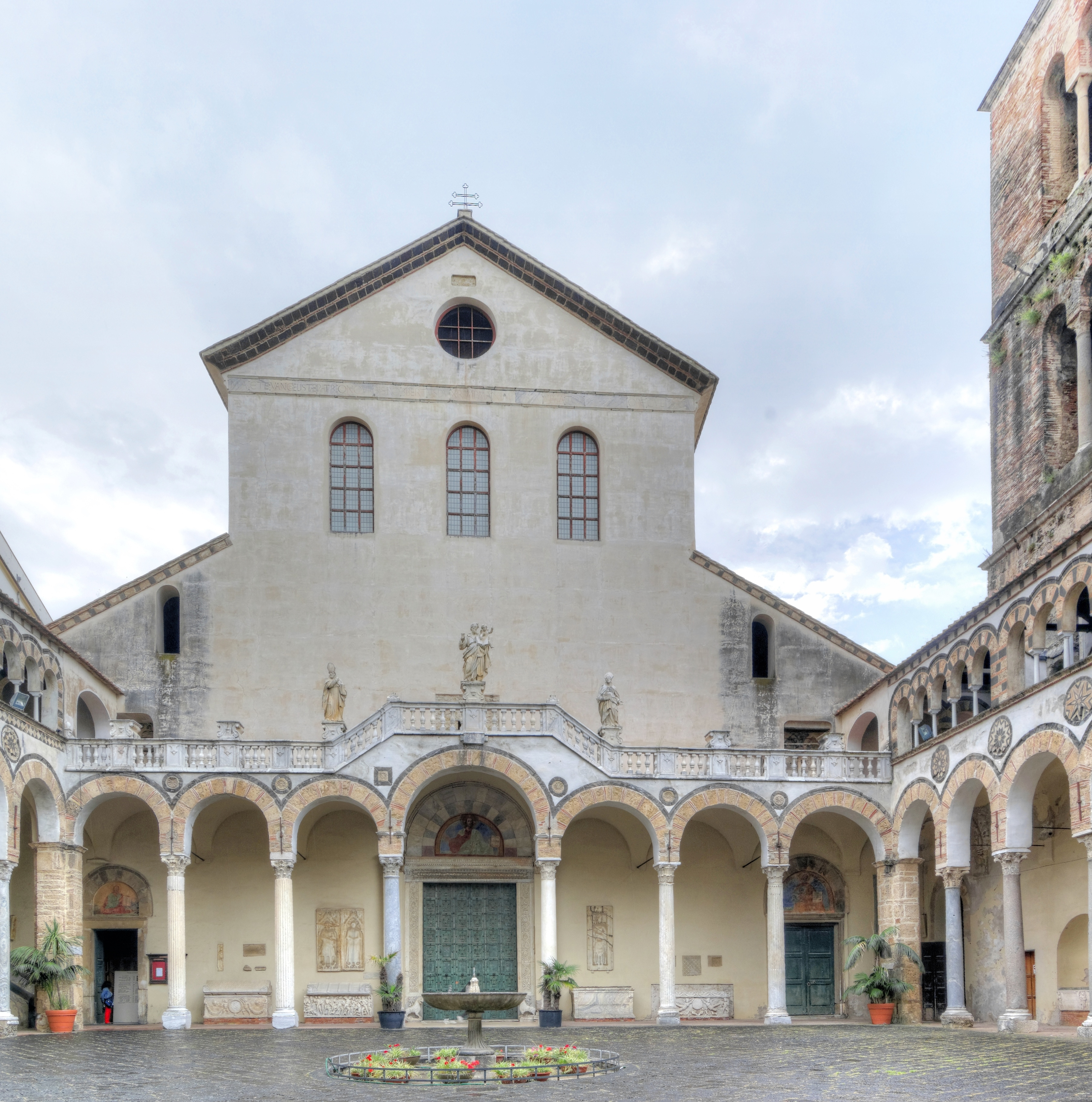
Cattedrale di San Matteo, Dom von Salerno

Alfanus von Salerno stammte aus einer adeligen Familie. Seine Ausbildung erhielt er wohl in Salerno, wo er um 1050 als Magister nachweisbar ist. Seit 1054 ist er als Kleriker belegt, die Freundschaft mit Desiderius von Montecassino, den er bei dessen Kuraufenthalt in Salerno kennenlernte, führte erst später zum Eintritt in den Mönchsstand und zum Aufenthalt in Montecassino. In diese Zeit gehören auch die ersten Kontakte mit der kirchlichen Reformbewegung. Gisulf II. rief Alfanus nach Salerno zurück, wo er zunächst Abt des Klosters San Benedetto und bald darauf Erzbischof wurde. Die Weihe erteilte ihm am 8. März 1058 Papst Stephan IX., den Alfanus schon als Abt Friedrich von Lothringen in Montecassino kennengelernt hatte. 1062 führte ihn eine Pilgerreise über Konstantinopel nach Jerusalem.
Als Freund des Abtes Desiderius von Montecassino und späteren Papstes Viktor III. sowie dank seiner Aufgabe als Metropolitan war er bei der Weihe der Benediktsbasilika zugegen. Aufgrund der zum Teil konservativen Formenentsprechung nimmt man an, dass Alfanus von Salerno auch für den Entwurf des Domes von Salerno verantwortlich war. Die Bitte von Desiderius an Alfanus, eine Chronik des Klosters von Montecassino zu verfassen, erfüllte dieser entgegen anderslautenden Angaben jedoch nicht, sodass das Werk schließlich von Leo Marsicanus geschrieben wurde.
Angeblich soll er 1080 die Reliquien des Apostels Matthäus gefunden haben, wobei Papst Gregor VII. dies urkundlich bestätigte. Ab 1080 begann mit Unterstützung durch den normannischen Herzog Robert Guiskard der Neubau des Domes von Salerno, der dem Apostel geweiht ist. Alfanus von Salerno stand Papst Gregor VII., den er nach seiner Flucht in Salerno aufgenommen und beherbergt hatte, an seinem Totenbett bei. Dabei ist zu betonen, dass Alfanus’ Verhältnis schon vor dessen Papstwahl ein sehr enges gewesen sein muss, da er diesem als Hildebrand von Soana schon recht früh in einem lobpreisenden Enkomion mit politischer „Raffinesse“ Attribute eines Papstes zugestand.
Alfanus war zusammen mit Konstantin dem Afrikaner maßgeblich am Aufschwung der Schule von Salerno beteiligt, die als erste Universität und medizinische Hochschule Europas gilt. Dank seiner Übersetzung von Peri physeos anthropou des Nemesius von Emesa, die erhebliche Verbreitung fand, erhielt man erstmals eine medizinische Terminologie, die sich des mittelalterlichen Schriftlateins bediente und somit als Vorstufe der heutigen Fachterminologie angesehen werden kann. Dabei ist die Zuweisung weiterer medizinischer Werke, sprich seine Autorenschaft, wie z. B. bei De quattuor humoribus corporis humani, umstritten. Allerdings erkannte Alfanus die besondere Bedeutung der arabischen Medizingelehrten für die Weiterentwicklung der abendländischen Medizin in Salerno an und regte seinen Freund Constantinus Africanus zu weiteren, in Montecassino verfassten Übersetzungen arabischsprachiger Werke ins Lateinische an.
Nachfolger im Amt des Erzbischofs wurde Alphanus II.

## Werke
Ein Verzeichnis seiner Schriften liefert Petrus Diaconus, die Mehrzahl ist in Montecassino erhalten geblieben. Neben hagiographischen Texten sind seine Gedichte von Bedeutung, die sich durch die Reichhaltigkeit ihrer Metren auszeichnen. Neben der Übersetzung des Nemesius werden Alfanus auch die folgenden Abhandlungen zugeschrieben:
- De pulsibus[10]
- Experimenta archiepiscopi Salernitani
- Tractatus de quibusdam medicinalibus
- De quattuor humoribus corporis humani